# Prorogationsklausul
Prorogationsklausul är en överenskommelse att framtida tvist mellan två eller flera parter ska avgöras av viss utpekad domstol istället för den domstol som enligt tillämplig lag ska avgöra tvisten.
Fördelen med ett sådan klausul är att den ökar förutsebarheten för parterna. Dessa vet alltså med säkerhet vilken domstol som ska avgöra eventuella tvister. Rör det internationella parter kan man i avtalet ta in bestämmelser om tillämplig lag och språk som ska användas.
Genom en sådan klausul undviker man också så kallad forum shopping.

## Sverige
För svensk rätts del är ska prorogationsavtal respekteras enligt 10 kap 16 § rättegångsbalken.
- Avtal om utländskt forum (s.k. prorogationsavtal) har ansetts träffat. Sedan talan väckts vid tingsrätt och käranden hävdat att den i avtalet utsedda domstolen inte kunde förväntas anse sig behörig, har det ansetts ankomma på käranden att visa detta. Då så ej skett har talan avvisats.[2]

- Av NJA 1981 s 1032 framgår att parter även sedan talan väckts i domstol kan avtala om att prorogera talan till annan domstol.[3]

- Ett konkursbo, som för en återvinningstalan avseende gäldenärens avtal, har ansetts inte kunna grunda någon rätt på det prorogationsavtal som gällde för det avtalsförhållandet.[4]